# Марович, Слободан
Сло́бодан Ма́рович (серб. Slobodan Marović / Слободан Маровић; 13 июля 1964, Бар, СФРЮ) — югославский футболист, ныне тренер ФК «Црвена Звезда».

## Карьера

### Клубная
За свою карьеру выступал в пяти разных клубах: югославском, а ныне хорватском «Осиеке», столичной «Црвене Звезде» (в её составе выиграл Лигу чемпионов), а также в шведском «Норрчёпинге», датском «Силькеборге» и китайском «Шэньчжэнь Руби» (там завершил карьеру).

### В сборной
За сборную сыграл только в 4 играх.

## Тренерская
С 2010 года состоит в тренерском штабе команды «Црвена Звезда».